# 이영훈 (가수)
이영훈(1983년 12월 9일 ~)은 대한민국의 가수다. 2012년 1집 앨범 [내가 부른 그림]으로 정식 데뷔했다.

## 방송
- 포커스 : Folk Us (2020) - Top41(30위)

## 도서
- 내 마음대로 되지 않는 일(다섯 뮤지션의 산문집) (2014)